# Dipartimento di Loventué
Loventué è un dipartimento argentino, situato nella parte centro-nord della provincia di La Pampa, con capoluogo Victorica.
Esso confina a nord con la provincia di San Luis, ad est con i dipartimenti di Conhelo e Toay, a sud con il dipartimento di Utracán, e ad ovest con quelli di Chalileo e Limay Mahuida.
Secondo il censimento del 2001, su un territorio di 9.235 km², la popolazione ammontava a 8.649 abitanti, con un aumento demografico del 7,83% rispetto al censimento del 1991.
Il dipartimento comprende per intero il comune di Telén; parte dei comuni di Carro Quemado e Victorica (incluse la città sedi municipali); e parte del comune di Luan Toro, la cui sede municipale però si trova in un altro dipartimento. Inoltre fa interamente parte del dipartimento anche la comisión de fomento di Loventué.